# Live in Cambridge
Live in Cambridge è un DVD della musicista islandese Björk, pubblicato nel 2001.

## Tracce
1. Vísur Vatnsenda Rósu
2. Hunter
3. Come to Me
4. All Neon Like
5. You've Been Flirting Again
6. Isobel
7. Immature
8. Play Dead
9. Alarm Call
10. Human Behaviour
11. Bachelorette
12. Hyperballad
13. Pluto
14. Anchor Song
15. Jóga